# Лодиженський Микола Миколайович
Микола Миколайович Лодиженський (рос. Николай Николаевич Лодыженский) (1843–1916) — російський композитор та дипломат. Генеральний консул Російської Імперії в українському місті Чернівці (Австрійська імперія) (1887).

## Життєпис
Народився 20 грудня 1843 року в маєтку Маковниця, Кашинського повіту, Славковської волості, Тверської губернії. Навчався в Московському університеті, закінчив Два курса фізико-математичного факультету Петербурзького університету (1869). Отримав домашню музичну освіту.
У 1866—1867 рр. — входив в творче співтовариство російських композиторів «Могутня купка». Написав музику для 10 романсів, в тому числі на слова Олександра Пушкіна і Михайла Лермонтова. Літні місяці проводив у родовому маєтку селі Маковниця. Влітку 1868 сюди приїжджали композитори Микола Римський-Корсаков і Олександр Бородін.
На початку 1870-х рр. залишив музичну творчість і вступив на дипломатичну службу.
З 1872 року — секретар і перекладач консульства в Югославії
У 1879—1883 рр. — консул в Болгарії
У 1887—1908 рр. — консул в Чернівцях, згодом в містах Румунії,  Туреччини, США та ін. країнах.
У 1908 році вийшовши у відставку, оселився в Маковніца, У 1910—1912 рр. та в 1914—1916 рр. — голосний Тверського губернського, Кашинського і Калязинського повітових земських зібрань.
У 1912—1914 рр. — Кашинський повітовий предводитель дворянства.

## Автор романсів
- «Жила грузинка молодая» (на слова Михайла Лермонтова, присвячений Ганні Миколаївні Лодиженські);
- «Да, я вновь с тобой» (на слова Миколи Лодиженського, присвячений Миколі Андрійовичу Римському-Корсакову);
- «Призыв» (присвячений Модесту Петровичу Мусоргському);
- «Во сне я неутешно плакал» (на слова Генріха Гейне, присвячений Надії Миколаївні Пургольд);
- «Денница» (присвячений Олександрі Миколаївні Пургольд);
- «Я умер от счастья» (на слова Людвіга Уланда, присвячений Людмилі Іванівні Шестакові).